# Bite Marks
Bite Marks to amerykański film fabularny z 2011 roku, napisany i wyreżyserowany przez Marka Bessengera, opowiadający historię trzech mężczyzn terroryzowanych przez wampiry. W rolach głównych wystąpili w filmie Windham Beacham, David Alanson Bradberry, Benjamin Lutz i Stephen Geoffreys. Bite Marks jest horrorem komediowym, wykazującym elementy slapsticku. W scenariuszu znalazły się nawiązania do klasyków kina grozy, jak Postrach nocy (1985). Światowa premiera projektu odbyła się 17 czerwca 2011 w trakcie Frameline Festival. 15 listopada tego roku obraz wydano na dyskach DVD/Blu-ray na terenie Stanów Zjednoczonych.

## Opis fabuły
Cary i Vogel podróżują przez Stany Zjednoczone. Są homoseksualną parą, a piesza wyprawa ma im pomóc przetrwać kryzys w związku. W małej miejscowości poznają Brewstera, skrycie biseksualnego kierowcę ciężarówki, który chce podwieźć ich do najbliższego miasta. Nocą trójka bohaterów zostaje zaatakowana przez grupę niebezpiecznych mężczyzn. Okazuje się, że są oni wampirami.

## Obsada
- Windham Beacham − Cary
- David Alanson Bradberry (w czołówce jako David Alanson) − Vogel
- Benjamin Lutz − Brewster
- Stephen Geoffreys − Walsh
- John Werskey − mechanik
- Phillip Henry Christopher − McDougall
- Racheal Rivera − kelnerka
- Jon Gale − Caplan